# Kamenz
Kamenz (em alto sorábio: Kamjenc) é uma cidade da Alemanha localizada no distrito de Bautzen, região administrativa de Dresden, estado da Saxônia.
Pertence ao Verwaltungsgemeinschaft de Kamenz-Schönteichen.